# Гельмих, Хайнц

Хайнц (Гейнц) Гельмих (нем. Heinz Hellmich; 9 июня 1890, Карлсруэ — 17 июня 1944, Шербур) — немецкий военачальник, генерал-лейтенант.

## Биография
Гельмих 14 ноября 1908 года поступил фаненюнкером в 136-й пехотный полк, 1 октября 1913 года стал резервным лейтенантом пулеметной роты полка и вместе с последней отправился на Первую мировую войну. 3 сентября 1914 года он был ранен и отправлен в госпиталь. После выздоровления он был переведен в запасной состав того же полка, а 27 января 1915 года был назначен командиром роты в нем. В апреле 1915 года полк был переброшен на Восточный фронт. 23 сентября того же года он попал в русский плен (во время Виленского сражения), после заключения Брестского мира освобожден, а 27 февраля 1918 года назначен в запасной батальон 136-го пехотного полка. С апреля 1918 года лейтенант Гельмих служил дежурным офицером (ординарцем) и кандидатом в генеральный штаб при штабе группы армий герцога Альбрехта Вюртембергского. 14 июня Гельмих был произведен в старшие лейтенанты и переведен в 15-й штурмовой батальон, 25 августа 1918 года переведен в 254-й ландверный артиллерийский полк, 23 декабря - в запасной батальон 136-го пехотного полка, а 26 мая 1919 года - в 7-й стрелковый полк рейхсвера.
После непродолжительного пребывания в должности командира роты 104-го стрелкового полка с октября 1920 года он был переведен в 12-й пехотный полк, а 1 марта 1922 года произведен в капитаны и 18 апреля 1922 года назначен командиром роты. 1 октября 1923 г. он был назначен в штаб 4-й дивизии, а затем 1 октября каждого года переводился: в 1924 г. - в 10-й пехотный полк, в 1925 г. - в министерство рейхсвера, в 1928 г. - в 11-й пехотный полк, в 1931 г. - в штаб 4-го пехотного полка, а с 1932 г. стал преподавателем Военной академии. 
1 августа 1934 года подполковник Гельмих был назначен командовать 3-м батальоном 18-го пехотного полка, а 15 сентября 1935 года был переведен в Управление социального обеспечения армии в Дортмунде.
1 января 1936 года он был произведен в полковники, а 7 марта 1936 года переведен в штаб 26-й дивизии. 1 июня 1936 года он стал начальником 9-го армейского управления (Heeresdienststelle 9) в Кельне, а 1 октября 1937 года стал офицером для особых поручений Верховного главнокомандующего сухопутных войск и с октября одновременно консультантом инспекции разведывательной авиации в министерстве авиации Рейха. С 1 октября 1938 года он возглавил «Учебный штаб тактики сухопутных войск» начальника Управления подготовки люфтваффе Министерства ВВС Рейха, а с 1 октября 1939 года был произведен в генерал-майоры. 26 августа 1939 года генерал-майор Гельмих был назначен старшим квартирмейстером 7-й армии, а 25 октября 1939 года - главным квартирмейстером группы армий Β. 
1 июня 1940 года назначен командиром 23-й пехотной дивизии, с которой вступил в войну против СССР. В составе 7-го армейского корпуса группы армий «Центр» участвовал в Белостокско-Минском сражении, в середине июля 1941 года участвовал в штурме Могилёва, в августе 1941 года — в разгроме 28-й армии в районе Рославля. С октября 1941 года участвовал в наступлении на Москву. 17 января 1942 года был переведен в резерв фюрера. 
1 апреля 1942 года назначен командиром 141-й дивизии, 24 сентября 1942 года ставшей резервной. 
15 декабря 1942 года его назначили инспектором Восточных войск при ОКХ (до 1 января 1944 года), на этом посту он занимался формированием восточных батальонов, работал с А.А. Власовым и другими советскими коллаборационистами, был сменен на этом посту генералом Кёстрингом. Деятельность Гельмиха на этом посту довольно подробно осветил участник власовского движения В.К. Штрик-Штрикфельдт в книге "Против Сталина и Гитлера" (раздел II, "Генерал Власов и борьба вокруг освободительного движения"). 
10 января 1944 года Гельмих принял командование 243-й пехотной дивизией. Вскоре после начала Нормандской операции погиб от попадания 20-мм снаряда авиапушки во время воздушного налета 17 июня 1944 года. Похоронен на немецком воинском кладбище в Оргланде (фр. Orglandes) (участок 22, могила 216). Посмертно (2 сентября 1944 года) награжден Рыцарским крестом.